# Ödensee
Der Ödensee ist ein meromiktischer Natursee im Salzkammergut. Er befindet sich in Pichl-Kainisch, im Gemeindegebiet von Bad Mitterndorf, in der Steiermark auf 776 m.

## Hydrographie und Natur
Auffallend an diesem See ist der großteils unterirdische Zufluss, und einige intermittierende Gerinne. Der Abfluss Ödenseetraun (Seisenbach) mündet in Bad Aussee in die Traun.
Der Ödensee hat eine maximale Tiefe von etwa 19 m. Obwohl er mit einer Fläche von knapp 20 ha zu den kleineren Seen im Salzkammergut zählt, ist er auch einer der kälteren. Das lässt sich durch das Schmelzwasser aus dem Kemetgebirge (Teil des Dachsteingebirges) begründen.
Dennoch ist er im Sommer ein regional beliebter Badesee.
Der Ödensee stellt unter den meromiktischen Gewässern einen Sonderfall dar, weil er durch die kalten unterirdischen Höhlenzuflüsse meromiktisch wird: Es fließt nur das warme Oberflächenwasser ab, die Tiefe bleibt chemisch geschichtet.
Der Waldmoorsee ist mit seiner Umgebung im Talkessel als Europaschutzgebiet (FFH, AT2206000, 203,5 ha) wie auch als Naturschutzgebiet (NSa 5, 203,5 ha) Ödensee ausgewiesen. Weiters liegt er im Landschaftsschutzgebiet Salzkammergut-West (LS 14b). Die UNESCO-Welterbestätte Hallstatt-Dachstein/Salzkammergut beginnt etwa einen Kilometer westlich.
Der See wird unter anderem bevölkert von: Regenbogenforellen, Seeforellen, Bachforellen, Saiblingen, Hechten, Weißfischen und Karpfen.